# تشاو كا وا
تشاو كا وا (بالصينية: 鄒嘉華) هو لاعب كرة قدم صيني في مركز الوسط، ولد في 23 أبريل 1986 في هونغ كونغ في الصين. شارك مع منتخب هونغ كونغ تحت 20 سنة لكرة القدم. أما مع النوادي، فقد لعب مع نادي سيتيزن.

## وصلات خارجية
- تشاو كا وا على موقع قاعدة بيانات كرة القدم.إي يو (الإنجليزية)
- تشاو كا وا على موقع Soccerway.com (الإنجليزية)